# 미야모토 도시아키
미야모토 도시아키(일본어: 宮本 駿晃, 1999년 6월 4일~)는 일본의 축구 선수이다.

## 구단 경력
그는 2017년 J1리그의 가시와 레이솔에 입단했다. 2019년후 J2리그에 강등했다. 2020년 J2리그의 몬테디오 야마가타로 이적했다. 2021년 SV 슈트랄렌로 이적했다.